# Norr-Tistersön
Norr-Tistersön is een Zweeds eiland behorend tot de Lule-archipel. Het is het meest noordelijke eiland van de eilandengroep Tistersöarna in de archipel. Het heeft geen vaste oeververbinding en heeft geen bebouwing.